# Centro de Estudios Monetarios y Financieros
El Centro de Estudios Monetarios y Financieros, más conocido como CEMFI, es una fundación creada por el Banco de España en 1987, que se estableció como fundación independiente en 1991. Está situado en Madrid, y su actual director desde 2023 es Nezih Guner, precedido por Rafael Repullo.
CEMFI es una institución líder en investigación y formación de posgrado en economía en Europa. Fue fundado por el Banco de España en 1987 con el objetivo de promover la excelencia en la investigación y la formación de nuevas generaciones de economistas. El centro mantiene un entorno académico activo y estimulante, con un profesorado reconocido internacionalmente: numerosos miembros han sido elegidos Fellows de la Econometric Society, Fellows de la European Economic Association y Research Fellows del Centre for Economic Policy Research, entre otras distinciones. Varios profesores de CEMFI han obtenido subvenciones del Consejo Europeo de Investigación (ERC) y uno de ellos formó parte de su Consejo Científico. Las actividades docentes y de investigación se complementan con postdoctorandos de primer nivel, estudiantes de posgrado, research fellows y profesores visitantes.
CEMFI ofrece dos programas oficiales de posgrado: el Máster en Economía y Finanzas y el Doctorado en Economía. Ambos están diseñados para la formación de economistas y financieros de alto nivel, combinando una sólida base teórica con metodologías cuantitativas avanzadas para economistas. Ambos son títulos oficiales emitidos en colaboración con la Universidad Internacional Menéndez Pelayo (UIMP).
También lleva a cabo una escuela de verano es un programa anual de formación avanzada dirigido a profesionales y académicos de todo el mundo en las áreas de economía y finanzas. Se celebra cada año a finales de agosto y principios de septiembre y ofrece una serie de cursos de una semana impartidos por expertos de reconocido prestigio, basados en metodologías que combinan clases magistrales, sesiones de discusión y, en algunos casos, talleres prácticos para el análisis de trabajos de los participantes.
La actividad investigadora de CEMFI se centra en cinco grandes líneas: Macroeconomía, Microeconomía, Economía Aplicada, Banca y Finanzas y Econometría. Sus investigadores publican habitualmente en revistas de primer nivel y colaboran con organismos como el Fondo Monetario Internacional, el Banco Mundial y la Comisión Europea. Gracias a su exigencia académica, CEMFI se ha consolidado como uno de los centros de referencia en economía en Europa y contribuye periódicamente al debate público sobre políticas económicas en España y Europa.

## Historia
CEMFI fue fundado en 1987 por iniciativa del Banco de España, con el propósito de organizar un programa de estudios de posgrado en economía y finanzas que respondiera a los más altos estándares académicos y profesionales en España. En sus primeros años, CEMFI estuvo vinculado organizativamente al Banco de España bajo la dirección de Rafael Repullo, economista formado en la London School of Economics y primer director de la institución.
En 1991, mediante Orden Ministerial de 12 de abril, se constituyó la Fundación Centro de Estudios Monetarios y Financieros como entidad independiente, inscribiéndose con el número 182 en el Registro de Fundaciones de Competencia Estatal. La Ley 13/1994, de Autonomía del Banco de España, declaró a la Fundación CEMFI como entidad instrumental de la institución financiera, dotándola de un marco jurídico propio pero estrechamente alineado con su promotor original.
A lo largo de las décadas siguientes, CEMFI amplió su oferta académica e investigadora, consolidando dos programas oficiales de posgrado (Máster en Economía y Finanzas y Doctorado en Economía) y la Escuela de Verano, que cada año atrae a profesionales de todo el mundo. Su claustro ha crecido hasta incluir a investigadores de primer nivel, muchos de los cuales han sido reconocidos como Fellows de la Econometric Society, de la European Economic Association, o Research Fellows del CEPR. En reconocimiento a su excelencia investigadora, CEMFI obtuvo en 2016 y de nuevo en 2021 la distinción “Unidad de Excelencia María de Maeztu” concedida por la Agencia Estatal de Investigación.

## Profesores Permanentes
- Dante Amengual, PhD Princeton
- Dmitry Arkhangelsky, PhD Stanford GBS
- Manuel Arellano, PhD LSE, Director del Programa de Doctorado
- Samuel Bentolila, PhD MIT
- Mònica Martínez Bravo, PhD MIT
- Giulia Buccione, PhD Brown University
- Guillermo Caruana, PhD Boston University
- Susanna Esteban, PhD University of Rochester
- Sebastián Fanelli, PhD MIT
- Natalia Fabra, PhD European University Institute
- Nezih Guner, PhD University of Rochester
- Federico Kochen, PhD NYU
- Gerard Llobet, PhD University of Rochester
- Pedro Mira, PhD University of Minnesota
- Kurt Mitman, PhD University of Pennsylvania
- Josep Pijoan-Mas, PhD University College London
- Diego Puga, PhD London School of Economics
- Rafael Repullo, PhD LSE
- Enrique Sentana, PhD LSE
- Javier Suárez, PhD CEMFI
- Liyang Sun, PhD MIT
- Tom Zohar, PhD Stanford

## Egresados Notables
- Alberto Abadie
- David Lopez-Salido
- Reyes Maroto